# Proechimys
Genre
Proechimys est un genre de rongeurs de la famille des Echimyidae. Celle-ci regroupe des petits mammifères terrestres d'Amérique du Sud appelés aussi rats épineux.
Ce genre a été décrit pour la première fois en 1899 par le zoologiste américain Joel Asaph Allen (1838-1921). 

## Liste d'espèces
Selon Mammal Species of the World (version 3, 2005)  (13 novembre 2014)  et ITIS (13 novembre 2014) :
- Proechimys brevicauda (Günther, 1877)
- Proechimys canicollis (J. A. Allen, 1899) - Rat épineux de Colombie du Nord[3]
- Proechimys chrysaeolus (Thomas, 1898)
- Proechimys cuvieri Petter, 1978
- Proechimys decumanus (Thomas, 1899)
- Proechimys echinothrix da Silva, 1998
- Proechimys gardneri da Silva, 1998
- Proechimys goeldii Thomas, 1905
- Proechimys guairae Thomas, 1901
- Proechimys guyannensis (É. Geoffroy Saint-Hilaire, 1803) - le Rat de Cayenne[4]
- Proechimys hoplomyoides (Tate, 1939)
- Proechimys kulinae da Silva, 1998
- Proechimys longicaudatus (Rengger, 1830)
- Proechimys magdalenae (Hershkovitz, 1948)
- Proechimys mincae (J. A. Allen, 1899)
- Proechimys oconnelli J. A. Allen, 1913
- Proechimys pattoni da Silva, 1998
- Proechimys poliopus Osgood, 1914
- Proechimys quadruplicatus Hershkovitz, 1948
- Proechimys roberti Thomas, 1901
- Proechimys semispinosus (Tomes, 1860)
- Proechimys simonsi Thomas, 1900
- Proechimys steerei Goldman, 1911
- Proechimys trinitatus (J. A. Allen & Chapman, 1893)
- Proechimys urichi (J. A. Allen, 1899)

La taxonomie des espèces de ce genre a été largement discutée au XXe siècle et des espèces que l'on retrouve encore dans Catalogue of Life (9 janv. 2013), ont été redistribuées de préférence ainsi au début du XXIe siècle : 
- les espèces P. albispinus, P. dimidiatus, P. iheringi, P. myosuros et P. setosus ont été déplacées dans le genre Trinomys sous le nom de Trinomys albispinus, Trinomys dimidiatus, Trinomys iheringi, Trinomys myosuros et Trinomys setosus.
- les espèces P. bolivianus, P. canicollis et P. gularis sont considérées comme des synonymes de Proechimys brevicauda
- les espèces P. cayennensis et P. warreni comme synonymes de Proechimys guyannensis.
- P. amphichoricus est considéré comme synonyme de Proechimys quadruplicatus
- P. gorgonae est considéré comme synonyme de Proechimys semispinosus
- P. hendeei est considéré comme synonyme de Proechimys simonsi
- P. oris est considéré comme synonyme de Proechimys roberti
- P. trinitatis a été renommé Proechimys trinitatus